# دولت أباد (قهاب صرصر)
دولت أباد (بالفارسية: دولت‌آباد) هي مستوطنة تقع في إيران في قسم قهاب صرصر الريفي. يقدر عدد سكانها بـ 121 نسمة بحسب إحصاء 2016.